# Curling-Weltmeisterschaft der Herren 1984
Die Curling-Weltmeisterschaft der Herren 1984 (offiziell: Air Canada Silver Broom 1984) war die 26. Austragung (inklusive Scotch Cup) der Welttitelkämpfe im Curling der Herren. Sie wurde vom 2. bis 8. April des Jahres in der US-amerikanischen Stadt Duluth, Minnesota, im Memorial Auditorium veranstaltet. 
Die Curling-Weltmeisterschaft der Herren wurde in einem Rundenturnier (Round Robin) zwischen den Mannschaften aus Schottland, Kanada, den Vereinigten Staaten, der Bundesrepublik Deutschland, Schweden, Norwegen, der Schweiz, Dänemark, Italien und Österreich ausgespielt. 
Die Spiele wurden auf zehn Ends angesetzt.
Im Endspiel standen sich Norweger und die Schweizer gegenüber. Die Skandinavier setzten sich gegen die Schweizer Eidgenossen durch und feierten ihren zweiten Triumph bei einer Herren-WM.

## Teilnehmende Nationen
| BR Deutschland | Dänemark | Italien | Kanada | Norwegen                                                                                                |
| --- | --- | --- | --- | --- |
| CC Schwenningen, Schwenningen Skip: Keith Wendorf Third: Hans Dieter Kiesel Second: Sven Salle Lead: Heiner Martin                   | Gentofte CC, Kopenhagen Skip: Christian Thune Third: Niels Siggaard Second: Jens Maller Lead: Torsten Søndergaard   | Tofane CC, Cortina d’Ampezzo Fourth: Andrea Pavani Third: Franco Sovilla Skip: Giancarlo Valt Lead: Stefano Morona | Pembina CC, Winnipeg, MB Skip: Mike Riley Third: Brian Toews Second: John Helston Lead: Russ Wookey                    | Snarøen CC, Oslo Skip: Eigil Ramsfjell Third: Sjur Loen Second: Gunnar Meland Lead: Bo Bakke            |
| Österreich | Schottland | Schweden | Schweiz | Vereinigte Staaten                                                                                      |
| Kitzbühel CC, Kitzbühel Skip: Günther Märker Third: Ronald Koudelka Second: Günther Mochny Lead: Ernst Egger Ersatz: Günther Hummelt | Dunning CC, Dunning Skip: Mike Hay Third: David Hay Second: David Smith Lead: Russel Keiller Ersatz: Gordon Sneddon | Karlstads CK, Karlstad Skip: Connie Östlund Third: Per Lindeman Second: Carl von Wendt Lead: Bo Andersson          | Dübendorf CC, Dübendorf Skip: Peter Attinger, Jr. Third: Bernhard Attinger Second: Werner Attinger Lead: Kurt Attinger | Hibbing CC, Hibbing, MN Fourth: Joe Roberts Skip: Bruce Roberts Second: Gary Kieffman Lead: Jerry Scott |

## Tabelle der Round Robin
| Schlüssel | Schlüssel                      |
| --------- | ------------------------------ |
|           | Qualifiziert für die Play-offs |
|           | Tie-Breaker                    |

| Platz | Team               | Spiele | Siege | Ndlg. |
| ----- | ------------------ | ------ | ----- | ----- |
| 1.    | Schweden           | 9      | 7     | 2     |
| 2.    | Schweiz            | 9      | 7     | 2     |
| 3.    | Kanada             | 9      | 6     | 3     |
| 4.    | Norwegen           | 9      | 6     | 3     |
| 5.    | BR Deutschland     | 9      | 6     | 3     |
| 6.    | Vereinigte Staaten | 9      | 5     | 4     |
| 7.    | Schottland         | 9      | 5     | 4     |
| 8.    | Italien            | 9      | 2     | 7     |
| 9.    | Dänemark           | 9      | 1     | 8     |
| 10.   | Österreich         | 9      | 0     | 9     |

## Ergebnisse der Round Robin

### Runde 1
| Kanada | BR Deutschland |
| 9      | 5              |

| Norwegen | Schweden |
| 4        | 7        |

| Schottland | Vereinigte Staaten |
| 3          | 11                 |

| Dänemark | Schweiz |
| 2        | 16      |

| Österreich | Italien |
| 6          | 9       |

### Runde 2
| Österreich | Norwegen |
| 5          | 12       |

| Vereinigte Staaten | Italien |
| 6                  | 3       |

| Kanada | Dänemark |
| 7      | 3        |

| Schottland | BR Deutschland |
| 6          | 4              |

| Schweden | Schweiz |
| 8        | 2       |

### Runde 3
| Schweiz | Italien |
| 11      | 5       |

| BR Deutschland | Dänemark |
| 8              | 3        |

| Schweden | Österreich |
| 6        | 0          |

| Vereinigte Staaten | Kanada |
| 6                  | 2      |

| Schottland | Norwegen |
| 5          | 8        |

### Runde 4
| BR Deutschland | Schweden |
| 8              | 5        |

| Schottland | Kanada |
| 4          | 9      |

| Norwegen | Italien |
| 8        | 4       |

| Schweiz | Österreich |
| 7       | 4          |

| Dänemark | Vereinigte Staaten |
| 3        | 6                  |

### Runde 5
| Schottland | Österreich |
| 5          | 1          |

| Schweden | Vereinigte Staaten |
| 6        | 4                  |

| BR Deutschland | Schweiz |
| 5              | 7       |

| Norwegen | Dänemark |
| 7        | 1        |

| Italien | Kanada |
| 2       | 6      |

### Runde 6
| Italien | Dänemark |
| 7       | 5        |

| Kanada | Schweiz |
| 4      | 6       |

| Vereinigte Staaten | Norwegen |
| 5                  | 6        |

| Schweden | Schottland |
| 4        | 6          |

| BR Deutschland | Österreich |
| 7              | 2          |

### Runde 7
| Norwegen | Kanada |
| 5        | 6      |

| Italien | BR Deutschland |
| 1       | 6              |

| Dänemark | Schweden |
| 4        | 7        |

| Österreich | Vereinigte Staaten |
| 5          | 11                 |

| Schweiz | Schottland |
| 5       | 3          |

### Runde 8
| Vereinigte Staaten | Schweiz |
| 5                  | 6       |

| Dänemark | Österreich |
| 7        | 3          |

| Italien | Schottland |
| 2       | 3          |

| BR Deutschland | Norwegen |
| 8              | 3        |

| Kanada | Schweden |
| 4      | 5        |

### Runde 9
| Dänemark | Schottland |
| 4        | 7          |

| Schweiz | Norwegen |
| 3       | 9        |

| Österreich | Kanada |
| 2          | 9      |

| Italien | Schweden |
| 3       | 9        |

| Vereinigte Staaten | BR Deutschland |
| 5                  | 6              |

## Tie-Breaker
Die punktgleichen Mannschaften aus der Bundesrepublik Deutschland und Norwegen spielten den letzten offenen Platz für das Halbfinale aus.
| BR Deutschland | Norwegen |
| 5              | 6        |

## Play-off

### Turnierbaum
|  | Halbfinale | Halbfinale | Halbfinale |  |  | Finale | Finale   | Finale |
|  |            |            |            |  |  |        |          |        |
|  |            |            |            |  |  |        |          |        |
|  | 1          | Schweden   | 3          |  |  |        |          |        |
|  | 4          | Norwegen   | 5          |  |  |        |          |        |
|  |            |            |            |  |  | 4      | Norwegen | 8      |
|  |            |            |            |  |  | 2      | Schweiz  | 5      |
|  | 2          | Schweiz    | 9          |  |  |        |          |        |
|  | 3          | Kanada     | 8          |  |  |        |          |        |
|  |            |            |            |  |  |        |          |        |

### Halbfinale
| Schweden | Norwegen |
| 3        | 5        |

| Kanada | Schweiz |
| 8      | 9       |

### Finale
| Norwegen | Schweiz |
| 8        | 5       |

## Endstand
| Platz | Land               |
| ----- | ------------------ |
| 1     | Norwegen           |
| 2     | Schweiz            |
| 3     | Schweden           |
| 4     | Kanada             |
| 5     | BR Deutschland     |
| 6     | Vereinigte Staaten |
| 7     | Schottland         |
| 8     | Italien            |
| 9     | Dänemark           |
| 10    | Österreich         |